# Cecidomyia
Genre
Cecidomyia est un genre d'insectes de l'ordre des diptères, du sous-ordre des nématocères et de la famille des Cecidomyiidae.

## Liste d'espèces
Selon ITIS:
- Cecidomyia bisetosa Gagne, 1978
- Cecidomyia brevispatula Gagne, 1978
- Cecidomyia candidipes Foote, 1965
- Cecidomyia coccidarum Cockerell
- Cecidomyia coccolobae Cook
- Cecidomyia fortunactus Gagne, 1978
- Cecidomyia piniinopis Osten Sacken, 1862
- Cecidomyia reburrata Gagne, 1978
- Cecidomyia resinicola (Osten Sacken, 1871)
- Cecidomyia resinicoloides Williams, 1909
- Cecidomyia torreyi Felt, 1925
- Cecidomyia tortilis Gagne, 1978

Selon Catalogue of life et Systema Dipterorum:
- Cecidomyia abbreviata Skuse, 1888, synonyme ambigu de Cecidomyia brevitata (Gagne, 1989)
- Cecidomyia abbreviata Waltl, 1837
- Cecidomyia abrupta (Walker, 1856)
- Cecidomyia accola Vockeroth, 1960, synonyme de Cecidomyia resinicoloides Williams, 1909
- Cecidomyia acercrispans Kieffer, 1888, synonyme de Dasineura irregularis (Bremi, 1847)
- Cecidomyia achilleae Inchbald, 1860, synonyme de Rhopalomyia millefolii (Loew, 1850)
- Cecidomyia actiosa (Skuse, 1888)
- Cecidomyia adusta (Skuse, 1888)
- Cecidomyia aegopodii Loew, 1850, synonyme de Macrolabis podagrariae Stelter, 1962
- Cecidomyia aethiops (Walker, 1856)
- Cecidomyia agilis (Winnertz, 1853)
- Cecidomyia albilabris (Winnertz, 1853)
- Cecidomyia albimana (Winnertz, 1853)
- Cecidomyia albipennis Meigen, 1804, synonyme de Lasioptera rubi (Schrank, 1803)
- Cecidomyia albipennis Winnertz, 1853, synonyme de Rabdophaga albipennis (Loew, 1850)
- Cecidomyia albipes (Walker, 1856)
- Cecidomyia albitarsis Felt, 1918, synonyme de Cecidomyia candidipes Foote, 1965
- Cecidomyia albonotata (Walker, 1856)
- Cecidomyia albotarsus Foote, 1965, synonyme de Contarinia albotarsa (Felt, 1907)
- Cecidomyia albulipennis (Skuse, 1890)
- Cecidomyia alni Low, 1877, synonyme de Dasineura tortilis (Bremi, 1847)
- Cecidomyia amoena (Loew, 1850)
- Cecidomyia ampla Walker, 1856, synonyme de Planetella grandis (Meigen, 1804)
- Cecidomyia amyotii (Gehin, 1861)
- Cecidomyia ananassae Riley & Howard, 1891, synonyme de Taxodiomyia cupressiananassa (Osten Sacken, 1878)
- Cecidomyia ananassi Felt, 1906, synonyme de Taxodiomyia cupressiananassa (Osten Sacken, 1878)
- Cecidomyia angulata Felt, 1907, synonyme de Mycodiplosis inimica (Fitch, 1861)
- Cecidomyia annulipes (Meigen, 1830)
- Cecidomyia annulipes (Walsh, 1864), nom provisoirement accepté
- Cecidomyia apicalis (Walker, 1856)
- Cecidomyia araneosa (Skuse, 1888)
- Cecidomyia arcuata Walker, 1856, synonyme de Cecidomyia flexa (Walker, 1856)
- Cecidomyia ardens (Skuse, 1888)
- Cecidomyia argyrosticta Macquart, 1854, synonyme de Rabdophaga salicis (Schrank, 1803)
- Cecidomyia articulata (Walker, 1856)
- Cecidomyia artocarpi (Felt, 1921)
- Cecidomyia atra (Roser, 1840)
- Cecidomyia atricapilla (Rondani, 1869)
- Cecidomyia atriceps (Walker, 1856)
- Cecidomyia atricornis (Walsh, 1864)
- Cecidomyia atriplicis (Townsend, 1893)
- Cecidomyia atriplicis Cockerell, 1895, synonyme ambigu de Asphondylia atriplicis (Townsend, 1893)
- Cecidomyia atrocularis (Walsh, 1864)
- Cecidomyia aurantiaca (Macquart, 1826)
- Cecidomyia avicenniae Cook, 1909
- Cecidomyia baccata (Skuse, 1888)
- Cecidomyia barbareae Curtis, 1845, synonyme de Dasineura sisymbrii (Schrank, 1803)
- Cecidomyia basalis (Walker, 1856)
- Cecidomyia batatas Beutenmuller, 1892, synonyme de Rabdophaga salicisbatatas (Osten Sacken, 1878)
- Cecidomyia bedeguariformans Rubsaamen, 1875, synonyme de Macrolabis bedeguariformis (Rudow, 1875)
- Cecidomyia bellula (Skuse, 1888)
- Cecidomyia bergrothiana Mik, 1889, synonyme de Jaapiella floriperda (Low, 1888)
- Cecidomyia bicolor (Meigen, 1818)
- Cecidomyia bicolor Bremi, 1847, synonyme ambigu de Cecidomyia bicolora (Kieffer, 1913)
- Cecidomyia bicolora (Kieffer, 1913)
- Cecidomyia biconica Cook, 1906
- Cecidomyia bidenticulata (Barnes, 1927)
- Cecidomyia bifolia Stebbins, 1910, synonyme de Asphondylia solidaginis Beutenmüller, 1907
- Cecidomyia bipunctata (Winnertz, 1853)
- Cecidomyia bisetosa Gagne, 1978
- Cecidomyia bombycina (Skuse, 1888)
- Cecidomyia boucheana Loew, 1850, synonyme de Winnertzia salicis (Bouché, 1834)
- Cecidomyia brachypteroides Felt, 1915, synonyme de Thecodiplosis brachyntera (Schwagrichen, 1835)
- Cecidomyia brassicoides Beutenmuller, 1892, synonyme de Rabdophaga salicisbrassicoides (Packard, 1869)
- Cecidomyia brevicornis (Walker, 1856)
- Cecidomyia brevipennis (Skuse, 1888)
- Cecidomyia brevis (Walker, 1856)
- Cecidomyia brevispatula Gagne, 1978
- Cecidomyia brevitata (Gagne, 1989)
- Cecidomyia buxi Laboulbene, 1873, synonyme de Monarthropalpus flavus (Schrank, 1776)
- Cecidomyia caeca (Skuse, 1888)
- Cecidomyia candidipes Foote, 1965
- Cecidomyia capensis (Schiner, 1868)
- Cecidomyia capreae Vallot, 1850
- Cecidomyia carnea (Meigen, 1818)
- Cecidomyia carpini Felt, 1907, synonyme de Parallelodiplosis carpinicola (Kieffer, 1913)
- Cecidomyia cayamasensis Cook, 1906
- Cecidomyia cecropiae Cook, 1909
- Cecidomyia celastri Stebbins, 1910, synonyme de Neolasioptera fontagrensis Gagne, 1989
- Cecidomyia ceralis Fitch, 1845, synonyme de Clinodiplosis graminis (Fitch, 1861)
- Cecidomyia cerasi Loew, 1850, synonyme de Aphidoletes aphidimyza (Rondani, 1847)
- Cecidomyia cerasifolia Felt, 1907, synonyme de Mycodiplosis thoracica (Fitch, 1845)
- Cecidomyia ceratoniae Bevan, 1918, synonyme de Asphondylia gennadii (Marchal, 1904)
- Cecidomyia cerealis Fitch, 1845, synonyme de Clinodiplosis graminis (Fitch, 1861)
- Cecidomyia cerrifoliae Passerini, 1850, synonyme de Janetia cerris (Kollar, 1850)
- Cecidomyia certa (Skuse, 1888)
- Cecidomyia chamaedrys Inchbald, 1860, synonyme de Jaapiella veronicae (Vallot, 1827)
- Cecidomyia ciliata (Walker, 1856)
- Cecidomyia cinctipes (Walker, 1856)
- Cecidomyia cineraria (Skuse, 1888)
- Cecidomyia cingulata (Winnertz, 1853)
- Cecidomyia citricola Felt, 1915, synonyme de Contarinia citrina (Osten Sacken, 1878)
- Cecidomyia coccidarum (Cockerell, 1892)
- Cecidomyia coccolobae Cook, 1909
- Cecidomyia collinsoniae (Beutenmuller, 1908)
- Cecidomyia concinna (Walker, 1856)
- Cecidomyia concolor Walker, 1856, synonyme de Cecidomyia discalis (Walker, 1856)
- Cecidomyia condigna (Skuse, 1888)
- Cecidomyia confinis (Skuse, 1888)
- Cecidomyia conformis (Walker, 1856)
- Cecidomyia coniophaga Winnertz, 1853, synonyme de Mycodiplosis thoracica (Fitch, 1845)
- Cecidomyia conspecta (Skuse, 1888)
- Cecidomyia contigua (Skuse, 1888)
- Cecidomyia corrugans Low, 1877, synonyme de Macrolabis heraclei (Kaltenbach, 1862)
- Cecidomyia coryli Felt, 1907, synonyme de Parallelodiplosis sarae Gagne, 1972
- Cecidomyia coryloides Felt, 1906, synonyme de Schizomyia vitiscoryloides (Packard, 1869)
- Cecidomyia coryloides Felt, 1915, synonyme de Rabdophaga saliciscornu (Osten Sacken, 1878)
- Cecidomyia costalis (Walker, 1856)
- Cecidomyia craccae Loew, 1850, synonyme de Contarinia craccae Kieffer, 1897
- Cecidomyia crassicornis (Walker, 1856)
- Cecidomyia crassipes Loew, 1850, synonyme de Planetella extrema (Walker, 1835)
- Cecidomyia culmicola Morris, 1849, synonyme de Mayetiola destructor (Say, 1817)
- Cecidomyia danae (Haliday, 1856)
- Cecidomyia dattai (Mani, 1937)
- Cecidomyia dauci Bremi, 1847, synonyme de Kiefferia pericarpiicola (Bremi, 1847)
- Cecidomyia decemmaculata (Walsh, 1864)
- Cecidomyia decolorata (Walker, 1856)
- Cecidomyia decora (Walker, 1856)
- Cecidomyia decorata Winnertz, 1853, synonyme de Bremia decorata (Loew, 1850)
- Cecidomyia deferenda (Walker, 1856)
- Cecidomyia deformans (Schiner, 1868)
- Cecidomyia degerii Bremi, 1847, synonyme de Rabdophaga degeerii (Bremi, 1847)
- Cecidomyia dibapha (Skuse, 1888)
- Cecidomyia difficilis (Skuse, 1888)
- Cecidomyia difficilis Marshall, 1896, synonyme ambigu de Cecidomyia marshalli (Gagne, 1989)
- Cecidomyia digitata Winnertz, 1853, synonyme de Contarinia digitata (Loew, 1850)
- Cecidomyia discalis (Walker, 1856)
- Cecidomyia discedens (Skuse, 1888)
- Cecidomyia discolor (Walker, 1856)
- Cecidomyia disjuncta (Walker, 1856)
- Cecidomyia dolosa (Walker, 1856)
- Cecidomyia dubia Kieffer, 1891, synonyme de Rabdophaga dubiosa (Kieffer, 1913)
- Cecidomyia dubia Marshall, 1896, synonyme de Cecidomyia dubiella (Gagne, 1989)
- Cecidomyia dubiella (Gagne, 1989)
- Cecidomyia dumetorum (Winnertz, 1853)
- Cecidomyia elegans (Winnertz, 1853)
- Cecidomyia elegans Walker, 1856, synonyme ambigu de Cecidomyia concinna (Walker, 1856)
- Cecidomyia eragrostisae (Mani, 1936)
- Cecidomyia erigeroni Felt, 1925, synonyme de Neolasioptera eregeroni (Brodie, 1894)
- Cecidomyia erronea (Skuse, 1888)
- Cecidomyia eucalypti (Skuse, 1890)
- Cecidomyia eupatorii Cook, 1909
- Cecidomyia euphorbiae Loew, 1850, synonyme de Spurgia capitigena (Bremi, 1847)
- Cecidomyia evanescens (Walker, 1856)
- Cecidomyia excavata Felt, 1907, synonyme de Contarinia excavationis (Felt, 1907)
- Cecidomyia expandens (Walker, 1856)
- Cecidomyia faceta (Skuse, 1888)
- Cecidomyia fallax (Skuse, 1888)
- Cecidomyia fasciata Meigen, 1818, synonyme de Planetella grandis (Meigen, 1804)
- Cecidomyia fici Cook, 1909
- Cecidomyia filipes (Walker, 1856)
- Cecidomyia finalis (Walker, 1856)
- Cecidomyia fixa (Walker, 1856)
- Cecidomyia flava Marshall, 1896, synonyme de Cecidomyia flavella (Kieffer, 1913)
- Cecidomyia flavella (Kieffer, 1913)
- Cecidomyia flavida (Blanchard, 1852)
- Cecidomyia fleothripetiperda (Guercio, 1931)
- Cecidomyia flexa (Walker, 1856)
- Cecidomyia floricola Winnertz, 1853, synonyme de Rhopalomyia ptarmicae (Vallot, 1850)
- Cecidomyia flosculorum Kieffer, 1890, synonyme de Dasineura leguminicola (Lintner, 1879)
- Cecidomyia foliora Rubsaamen, 1908, synonyme de Macrodiplosis erubescens (Osten Sacken, 1862)
- Cecidomyia foliora Russell & Hooker, 1908, synonyme de Macrodiplosis erubescens (Osten Sacken, 1862)
- Cecidomyia fortunactus Gagne, 1978
- Cecidomyia fragilina (Gagne, 1989)
- Cecidomyia fragilis Marshall, 1896, synonyme de Cecidomyia fragilina (Gagne, 1989)
- Cecidomyia frata Felt, 1912, synonyme de Rabdophaga frater (Cockerell, 1890)
- Cecidomyia frauenfeldi (Schiner, 1868)
- Cecidomyia frauenfeldi Kaltenbach, 1872, synonyme ambigu de Didymomyia tiliacea (Bremi, 1847)
- Cecidomyia fraxini Felt, 1907, synonyme de Lestodiplosis irenae (Gagne, 1972)
- Cecidomyia fraxinicola Hardy, 1854, synonyme de Dasineura fraxini (Bremi, 1847)
- Cecidomyia frenelae (Skuse, 1890)
- Cecidomyia frequens (Skuse, 1888)
- Cecidomyia frischii (Bremi, 1847)
- Cecidomyia frumentaria Rondani, 1864, synonyme de Mayetiola destructor (Say, 1817)
- Cecidomyia fulva Beutenmüller, 1908, synonyme de Neolasioptera impatientifolia (Felt, 1907)
- Cecidomyia funesta Walker, 1856, synonyme de Planetella extrema (Walker, 1835)
- Cecidomyia furva (Skuse, 1888)
- Cecidomyia fuscescens (Philippi, 1865)
- Cecidomyia fuscicollis (Meigen, 1818)
- Cecidomyia fuscipennis (Meigen, 1818)
- Cecidomyia galeobdolontis Winnertz, 1853, synonyme de Dasineura strumosa (Bremi, 1847)
- Cecidomyia galii Winnertz, 1853, synonyme de Geocrypta galii (Loew, 1850)
- Cecidomyia gallarum-salicis Hardy, 1850, synonyme de Rabdophaga salicis (Schrank, 1803)
- Cecidomyia gaylussacii Felt, 1925, synonyme de Cecidomyia vaccinii (Osten Sacken, 1862)
- Cecidomyia gemini (Bremi, 1847)
- Cecidomyia geniculata (Winnertz, 1853)
- Cecidomyia gibbula (Skuse, 1888)
- Cecidomyia gilva (Skuse, 1888)
- Cecidomyia gleditschiae Beutenmuller, 1892, synonyme de Dasineura gleditchiae (Osten Sacken, 1866)
- Cecidomyia gollmeri Karsch, 1880
- Cecidomyia graminicola Winnertz, 1853, synonyme de Mayetiola graminis (Fourcroy, 1785)
- Cecidomyia grisea (Bremi, 1847)
- Cecidomyia griseicollis (Meigen, 1818)
- Cecidomyia griseola (Meigen, 1818)
- Cecidomyia grossulariae (Fitch, 1855)
- Cecidomyia hageni (Aldrich, 1905)
- Cecidomyia harrisi Nijveldt, 1987
- Cecidomyia heirochloae Lindeman, 1888, synonyme de Mayetiola hierochloae (Lindeman, 1888)
- Cecidomyia helmsi (Skuse, 1890)
- Cecidomyia hieracii Low, 1874, synonyme de Cystiphora sanguinea (Bremi, 1847)
- Cecidomyia hirta (Marshall, 1896)
- Cecidomyia hordeoides Felt, 1906, synonyme de Rabdophaga salicistriticoides (Osten Sacken, 1878)
- Cecidomyia hordoides Felt, 1906, synonyme de Rabdophaga salicistriticoides (Osten Sacken, 1878)
- Cecidomyia humilis (Skuse, 1888)
- Cecidomyia ignorata Wachtl, 1884, synonyme de Dasineura medicaginis (Bremi, 1847)
- Cecidomyia impatiensis Shinji, 1944, synonyme de Neolasioptera impatientifolia (Felt, 1907)
- Cecidomyia impudica (Winnertz, 1853)
- Cecidomyia inaequalis (Stebbins, 1910)
- Cecidomyia inchbaldiana Mik, 1886, synonyme de Rabdophaga clausilia (Bremi, 1847)
- Cecidomyia incompleta (Walker, 1856)
- Cecidomyia indotata (Skuse, 1888)
- Cecidomyia innotata (Walker, 1856)
- Cecidomyia inopis Felt, 1912, synonyme de Cecidomyia piniinopis Osten Sacken, 1862
- Cecidomyia invaria (Walker, 1856)
- Cecidomyia irregularis Stebbins, 1910, synonyme de Harmandiola stebbinsae (Gagne, 1972)
- Cecidomyia japonica Nijveldt, 1987
- Cecidomyia klugii (Meigen, 1818)
- Cecidomyia laricis Low, 1878, synonyme de Dasineura kellneri (Henschel, 1875)
- Cecidomyia lateralis (Meigen, 1818)
- Cecidomyia latipennis (Walker, 1856)
- Cecidomyia latiuscula (Walker, 1856)
- Cecidomyia leacheana Stephens, 1829, synonyme de Porricondyla leacheana (Walker, 1856)
- Cecidomyia lentipes (Winnertz, 1853)
- Cecidomyia leptospermi (Skuse, 1888)
- Cecidomyia leucopeza (Meigen, 1830)
- Cecidomyia limbitorquens (Bremi, 1847)
- Cecidomyia linearis (Walker, 1856)
- Cecidomyia lituus Felt, 1911, synonyme de Schizomyia viticola (Osten Sacken, 1862)
- Cecidomyia longicauda Loew, 1850, synonyme de Asynapta longicollis (Loew, 1850)
- Cecidomyia lucida (Skuse, 1888)
- Cecidomyia lutea (Meigen, 1804)
- Cecidomyia lutulenta (Skuse, 1888)
- Cecidomyia lythri (Loew, 1850)
- Cecidomyia macleayi (Skuse, 1888)
- Cecidomyia macrofilus Felt, 1907, synonyme de Silvestriola cincta (Felt, 1907)
- Cecidomyia magna (Möhn, 1955)
- Cecidomyia malabarensis (Felt, 1927)
- Cecidomyia marginata (Walker, 1856)
- Cecidomyia marshalli (Gagne, 1989)
- Cecidomyia maura (Walker, 1856)
- Cecidomyia maxima (Roser, 1840)
- Cecidomyia mazaiana (Cook, 1906)
- Cecidomyia mazaina Cook, 1906
- Cecidomyia melana (Marshall, 1896)
- Cecidomyia mesasiatica (Mamaev, 1971)
- Cecidomyia minima (Strobl, 1880)
- Cecidomyia miniscula Gagne, 1989
- Cecidomyia minuscula (Gagne, 1989)
- Cecidomyia minuta Marshall, 1896, synonyme de Cecidomyia minuscula (Gagne, 1989)
- Cecidomyia modesta (Winnertz, 1853)
- Cecidomyia moesta (Walker, 1856)
- Cecidomyia mollipes (Skuse, 1888)
- Cecidomyia molluginis Loew, 1850, synonyme de Geocrypta galii (Loew, 1850)
- Cecidomyia montana (Skuse, 1888)
- Cecidomyia mori (Yokoyama, 1929)
- Cecidomyia mucoris Vallot, 1850
- Cecidomyia muricatae Meade, 1886, synonyme de Wachtliella caricis (Loew, 1850)
- Cecidomyia muscorum Skuse, 1890, synonyme de Cecidomyia caeca (Skuse, 1888)
- Cecidomyia muscosa (Stebbins, 1910)
- Cecidomyia nana (Winnertz, 1853)
- Cecidomyia napi Kaltenbach, 1858, synonyme de Aphidoletes aphidimyza (Rondani, 1847)
- Cecidomyia napi Loew, 1850, synonyme de Dasineura brassicae (Winnertz, 1853)
- Cecidomyia negotiosa (Skuse, 1888)
- Cecidomyia nemoralis Winnertz, 1853, synonyme de Camptomyia nodicornis (Winnertz, 1853)
- Cecidomyia nervosa Waltl, 1837
- Cecidomyia nigra (Meigen, 1804)
- Cecidomyia nigricollis (Meigen, 1818)
- Cecidomyia nigrina (Walker, 1856)
- Cecidomyia nobilis (Skuse, 1888)
- Cecidomyia nodulus Felt, 1906, synonyme de Rabdophaga salicisnodulus (Osten Sacken, 1878)
- Cecidomyia notabilis (Walker, 1856)
- Cecidomyia nubeculosa (Walker, 1856)
- Cecidomyia nubilipennis (Skuse, 1890)
- Cecidomyia obscura (Meigen, 1838)
- Cecidomyia obsoleta (Skuse, 1888)
- Cecidomyia ochracea (Winnertz, 1853)
- Cecidomyia oleariae (Maskell, 1889)
- Cecidomyia omalanthi (Skuse, 1890)
- Cecidomyia orbiculata Felt, 1907, synonyme de Obolodiplosis robiniae (Haldeman, 1847)
- Cecidomyia orbitalis (Walsh, 1864)
- Cecidomyia oreas (Skuse, 1888)
- Cecidomyia ornata (Say, 1824)
- Cecidomyia oryzae Riley, 1881, synonyme de Orseolia oryzae (Wood-Mason, 1889)
- Cecidomyia paederiae (Felt, 1919)
- Cecidomyia pallida Skuse, 1888, synonyme de Porricondyla pallidina Gagne, 1989
- Cecidomyia palustris (Linnaeus, 1758)
- Cecidomyia parietina (Skuse, 1888)
- Cecidomyia parilis (Skuse, 1888)
- Cecidomyia paula (Skuse, 1888)
- Cecidomyia pennicornis (Zetterstedt, 1850)
- Cecidomyia pennicornis Kieffer, 1913, synonyme ambigu de Tipula pinnicornis (Linnaeus, 1758)
- Cecidomyia penniseti Felt, 1920, synonyme de Geromyia penniseti (Felt, 1920)
- Cecidomyia pennisetoides Barnes, 1956, synonyme de Geromyia penniseti (Felt, 1920)
- Cecidomyia percita (Skuse, 1888)
- Cecidomyia phagwariae Nijveldt, 1987
- Cecidomyia philippinensis (Felt, 1919)
- Cecidomyia piceae Hartig, 1893, synonyme de Dasineura abietiperda (Henschel, 1880)
- Cecidomyia piceae Henschel, 1881, synonyme de Dasineura abietiperda (Henschel, 1880)
- Cecidomyia pictipennis (Meigen, 1830)
- Cecidomyia pictipes Williston, 1896
- Cecidomyia piligera Loew, 1850, synonyme de Hartigiola annulipes (Hartig, 1839)
- Cecidomyia pilosa Bremi, 1847, synonyme de Cecidomyia pini (De Geer, 1776)
- Cecidomyia pimpinellae Loew, 1850, synonyme de Kiefferia pericarpiicola (Bremi, 1847)
- Cecidomyia pini (De Geer, 1776)
- Cecidomyia pini-maritimae Dufour, 1838, synonyme de Cecidomyia pini (De Geer, 1776)
- Cecidomyia piniinopis Osten Sacken, 1862
- Cecidomyia pisi Loew, 1850, synonyme de Contarinia pisi (Winnertz, 1854)
- Cecidomyia plagiata (Walker, 1856)
- Cecidomyia plena (Walker, 1856)
- Cecidomyia plumbea (Skuse, 1888)
- Cecidomyia poae Bosc, 1817, synonyme de Mayetiola graminis (Fourcroy, 1785)
- Cecidomyia podagrariae Loew, 1850, synonyme de Macrolabis podagrariae Stelter, 1962
- Cecidomyia polymorpha (Bremi, 1847)
- Cecidomyia polypori Winnertz, 1853, synonyme de Lestodiplosis polypori (Loew, 1850)
- Cecidomyia portulacae Cook, 1906
- Cecidomyia potentillaecaulis (Stebbins, 1910)
- Cecidomyia praecox Winnertz, 1853, synonyme de Xylodiplosis nigritarsis (Zetterstedt, 1850)
- Cecidomyia pratorum (Meigen, 1838), nom provisoirement accepté
- Cecidomyia pratorum Waltl, 1837
- Cecidomyia prisca (Skuse, 1888)
- Cecidomyia probata (Skuse, 1888)
- Cecidomyia pumila Mamaev & Efremova , 1994
- Cecidomyia pygmaea (Macquart, 1826)
- Cecidomyia quaesita (Skuse, 1888)
- Cecidomyia quercus Loew, 1850, synonyme de Macrodiplosis dryobia (Low, 1877)
- Cecidomyia quercusmajalis Osten Sacken, 1871, synonyme de Macrodiplosis majalis (Osten Sacken, 1878)
- Cecidomyia reburrata Gagne, 1978
- Cecidomyia reeksi Vockeroth, 1960, synonyme de Cecidomyia resinicola (Osten Sacken, 1871)
- Cecidomyia regilla (Skuse, 1888)
- Cecidomyia reniformis (Stebbins, 1910)
- Cecidomyia repleta (Walker, 1856)
- Cecidomyia resinicola (Osten Sacken, 1871)
- Cecidomyia resinicoloides Williams, 1909
- Cecidomyia ribesii (Meigen, 1818)
- Cecidomyia rigidae Osten Sacken, 1862, synonyme de Thecodiplosis pinirigidae (Packard, 1878)
- Cecidomyia riparia Winnertz, 1853, synonyme de Wachtliella caricis (Loew, 1850)
- Cecidomyia roboris Hardy, 1854, synonyme de Macrodiplosis volvens Kieffer, 1895
- Cecidomyia rosaria Hermann Loew, 1850, synonyme de Rabdophaga rosaria
- Cecidomyia rubroscute Felt, 1907, synonyme de Parallelodiplosis rubrascuta (Felt, 1907)
- Cecidomyia rugosa Felt, 1907, synonyme de Lestodiplosis rugosae (Felt, 1907)
- Cecidomyia ruricola Felt, 1908, synonyme de Giardomyia hudsonica Felt, 1908
- Cecidomyia rusticula (Skuse, 1888)
- Cecidomyia saliceti Winnertz, 1853, synonyme de Macrolabis saliceti (Loew, 1850)
- Cecidomyia salicina Bouche, 1834, synonyme de Rabdophaga salicis (Schrank, 1803)
- Cecidomyia salicis Fitch, 1845, synonyme de Rabdophaga rigidae (Osten Sacken, 1862)
- Cecidomyia salicis-coryloides Walsh, 1864, synonyme de Rabdophaga saliciscornu (Osten Sacken, 1878)
- Cecidomyia salicis-folii Hardy, 1854, synonyme de Iteomyia capreae (Winnertz, 1853)
- Cecidomyia salicis-strobiloides Osten Sacken, 1878, synonyme de Rabdophaga strobiloides (Osten Sacken, 1862)
- Cecidomyia saliciscoryloides Walsh, 1864, synonyme de Rabdophaga saliciscornu (Osten Sacken, 1878)
- Cecidomyia salicisstrobiloides Osten Sacken, 1878, synonyme de Rabdophaga strobiloides (Osten Sacken, 1862)
- Cecidomyia saligna Hardy, 1850, synonyme de Rabdophaga terminalis (Loew, 1850)
- Cecidomyia sambuci Felt, 1906, synonyme de Neolasioptera pierrei Gagne, 1972
- Cecidomyia sambuci-umbellicola Beutenmuller, 1892, synonyme de Schizomyia umbellicola (Osten Sacken, 1878)
- Cecidomyia sarae Nijveldt, 1987
- Cecidomyia saxatilis (Skuse, 1888)
- Cecidomyia scelesta (Skuse, 1888)
- Cecidomyia scenica (Skuse, 1888)
- Cecidomyia scoparia (Marshall, 1896)
- Cecidomyia scutellata (Meigen, 1830)
- Cecidomyia secalina Loew, 1859, synonyme de Mayetiola destructor (Say, 1817)
- Cecidomyia semiopaca (Walker, 1856)
- Cecidomyia senilis (Skuse, 1888)
- Cecidomyia signata (Winnertz, 1853)
- Cecidomyia siliqua Osten Sacken, 1878, synonyme de Rabdophaga rigidae (Osten Sacken, 1862)
- Cecidomyia silvestrii (Trotter, 1911)
- Cecidomyia simplex (Loew, 1850)
- Cecidomyia skusei (Kieffer, 1913)
- Cecidomyia sobria (Walker, 1856)
- Cecidomyia sobria Walker, 1856, synonyme ambigu de Cecidomyia moesta (Walker, 1856)
- Cecidomyia sociata (Walker, 1856)
- Cecidomyia solennis (Walker, 1856)
- Cecidomyia sonchi Low, 1875, synonyme de Cystiphora sonchi (Vallot, 1827)
- Cecidomyia sophiae Loew, 1850, synonyme de Dasineura sisymbrii (Schrank, 1803)
- Cecidomyia sorghicola (Coquillett, 1899)
- Cecidomyia sphaeriaetyphinae Vallot, 1850
- Cecidomyia spongivora (Walker, 1848)
- Cecidomyia squamulicola (Stebbins, 1910)
- Cecidomyia stercoraria (Rübsaamen, 1891)
- Cecidomyia strobiligemma (Stebbins, 1910)
- Cecidomyia strobilina (Rudow, 1875)
- Cecidomyia subpatula Bremi, 1847, synonyme de Spurgia capitigena (Bremi, 1847)
- Cecidomyia sulfurea (Skuse, 1888)
- Cecidomyia sylvatica (Winnertz, 1853)
- Cecidomyia tamaricis (Kollar, 1858)
- Cecidomyia tecta (Walker, 1856)
- Cecidomyia tendens (Walker, 1856)
- Cecidomyia tenuicornis (Walker, 1856)
- Cecidomyia terebrans Loew, 1851, synonyme de Rabdophaga saliciperda (Dufour, 1841)
- Cecidomyia tergata (Fitch, 1845)
- Cecidomyia terminalis Walker, 1856, synonyme de Cecidomyia finalis (Walker, 1856)
- Cecidomyia testacea (Walker, 1856)
- Cecidomyia thalictri Loew, 1850, synonyme de Jaapiella thalictri (Rübsaamen, 1895)
- Cecidomyia tiliamvolvens Rubsaamen, 1889, synonyme de Dasineura tiliae (Schrank, 1803)
- Cecidomyia tormentillae (Loew, 1850)
- Cecidomyia tornatella Bremi, 1847, synonyme de Hartigiola annulipes (Hartig, 1839)
- Cecidomyia torreana Cook, 1906
- Cecidomyia torreyi (Felt, 1925)
- Cecidomyia tortilis Gagne, 1978
- Cecidomyia trifolii Lintner, 1879, synonyme de Dasineura leguminicola (Lintner, 1879)
- Cecidomyia tristis (Meigen, 1838), nom provisoirement accepté
- Cecidomyia tristis Waltl, 1837
- Cecidomyia triticicola Kieffer, 1913, synonyme de Hyperdiplosis tritici (Felt, 1912)
- Cecidomyia triticoides Barnes, 1956, synonyme de Hyperdiplosis tritici (Felt, 1912)
- Cecidomyia triticoides Felt, 1906, synonyme de Rabdophaga salicistriticoides (Osten Sacken, 1878)
- Cecidomyia tubicola Kieffer, 1889, synonyme de Dasineura tubicoloides Gagne, 2004
- Cecidomyia umbra Walker, 1856
- Cecidomyia unicolor (Loew, 1850)
- Cecidomyia urnicola (Osten Sacken, 1875)
- Cecidomyia urticae Felt, 1907, synonyme de Mycodiplosis inimica (Fitch, 1861)
- Cecidomyia urtifolia Felt, 1908, synonyme de Clinodiplosis verbenae (Beutenmuller, 1907)
- Cecidomyia vaccinii (Osten Sacken, 1862)
- Cecidomyia vaccinii Smith, 1890, synonyme ambigu de Dasineura oxycoccana (Johnson, 1899)
- Cecidomyia varicolor (Bremi, 1847)
- Cecidomyia varipes (Roser, 1840)
- Cecidomyia vegrandis (Skuse, 1888)
- Cecidomyia verbasci (Meigen, 1838)
- Cecidomyia verbesinae (Beutenmuller, 1907)
- Cecidomyia verna (Curtis, 1827)
- Cecidomyia veronicae Bremi, 1847, synonyme de Jaapiella veronicae (Vallot, 1827)
- Cecidomyia verruca Felt, 1906, synonyme de Iteomyia salicisverruca (Osten Sacken, 1878)
- Cecidomyia villosa (Skuse, 1888)
- Cecidomyia violacea (Skuse, 1888)
- Cecidomyia vitislituus Osten Sacken, 1878, synonyme de Schizomyia viticola (Osten Sacken, 1862)
- Cecidomyia vittata (Meigen, 1838)
- Cecidomyia vitulans (Skuse, 1888)
- Cecidomyia volitans (Skuse, 1888)
- Cecidomyia wanganuiensis (Marshall, 1896)
- Cecidomyia xanthopyga (Winnertz, 1853)
- Cecidomyia yunnanensis Wu & Zou, 1989